# Greeting to America Waltz
Greeting to America Waltz är en vals utan opustal av Johann Strauss den yngre. Ort och datum för första framförandet är okänt.

## Historia
Med ett gage på 100 000 dollar lockades Johann Strauss att göra den långa resan till USA. Tillsammans med sin hustru Jetty anlände han till Hoboken utanför New York den 15 juni 1872. I Boston hade det anordnats ett stort fredsjubileum och en internationell musikfestival. Evenemangen ägde rum i Back-Bay distriktet i en lokal kallad Coliseum, som vid den tiden var den största byggnaden i Amerika med över 50 000 sittplatser. Under sin tid i Boston dirigerade Strauss sexton konserter och två baler. En vecka innan Strauss anlände till Boston rapporterade tidningen Boston Post (7 juni 1872): "Strauss kommer att komponera ett stort potpurri av utdrag från sina bästa verk, som han kommer kalla 'Sounds from Boston Waltzes'. Han ska även komponera en ny vals som under namnet 'Fair Columbia' kommer framföras under jubileet". Medan pastischvalsen Sounds from Boston Waltzes publicerades i USA (med den alternativa tyska titeln Geschichten aus dem Boston) verkar det som om Fair Columbia aldrig skrevs - åtminstone inte under det namnet. Då tidningen antyder att Fair Columbia var menat som en helt nyskriven vals är det dessutom otroligt att det skulle handla om Jubilee-Waltz då även den är en pastischvals bestående av melodier från redan utgivna verk. En möjlighet är att Fair Columbia tog ny gestalt med den ändrade titeln Greeting to America Waltz - en vals helt bestående av originalmelodier förutom inledningen. Till skillnad från det liknande stycket Farewell to America Waltz är Greeting to America Waltz  ingen pastisch med sammansatta melodier från tidigare publicerade Strausskompositioner. Det gemensamma är dock att båda verken citerar USA:s nationalsång The Star-Spangled Banner av John Stafford Smith; i Greeting to America Waltz förekommer den i inledningen, medan i Farewell to America Waltz hörs den som ett pianissimo i slutet. 
Greeting to America Waltz är kanske den mest genomkomponerade av Strauss alla "amerikanska" valser. Inget framförande av valsen i USA kan beläggas. Klaverutdraget till valsen gavs ut av förläggaren Carl Heuser i New York 1873. På framsidan står det: "Arrangerat av H.B.". Vem som gömmer sig bakom initialerna är höljt i dunkel och inte lika intressant som frågan vad för sorts material var det som "H.B." utgick ifrån i sitt arrangemang. Hade arrangören tillgång till ett orkesterpartitur? Och om så var fallet, var är det nu? Alternativt skickade Strauss senare några råskisser till Heusers förlag, från vilka "H.B." skapade den slutliga valsen?
I sin analys av Johann Strauss "amerikanska" kompositioner lägger musikforskaren Norman Godel fram teorin till varför Strauss uteslöt de två första noterna av The Star-Spangled Banner i inledningen till Greeting to America Waltz, liksom varför han gjorde samma sak i Farewell to America Waltz, fast i slutet. Godel noterar att citatet i båda valserna börjar med samma tre toner som i Strauss vals An der schönen blauen Donau (op. 314). Vidare pekar han på likheterna mellan vissa teman i Greeting to America Waltz och valsen Tausend und eine Nacht (op. 346): särskilt dessa likheter återfinns i tema 3B i Greeting from America Waltz och tema 2B i op. 346 och tema 3C i Greeting to America Waltz och tema 2C i op. 346. Intressant är att Tausend und eine Nacht var den första av Strauss valsen som enbart bestod av tre delar - precis som Greeting to America Waltz.
Det första klaverutdraget av valsen hittades i USA:s kongressbibliotek hösten 1983 av Dann Chamberlin, en amerikansk medlem av det brittiska "The Johann Strauss Society of Great Britain". Han gav det till dirigenten och kompositören Jerome D. Cohen, som orkestrerade verket utifrån utdraget. I den formen fick valsen sitt första framförande vid en välgörenhetskonsert för Bostonbaletten den 10 oktober 1985. 

### Strauss "amerikanska" valser
- Walzer-Bouquet No 1 (Fram till slutet identisk med Manhattan-Waltzes)
- Jubilee-Waltz
- Strauss' Autograph Waltzes *
- Strauss' Engagement Waltzes *
- Strauss' Centennial Waltzes *
- Strauss' Enchantement Waltz *
- Colliseum Waltzes *
- Farewell to America Waltz *
- Greeting to America Waltz*
- New York Herald Waltz
- Sounds from Boston Waltzes*
- Manhattan-Waltzes (Fram till slutet identisk med Walzer-Bouquet No 1)
- *= Upphovsmannaskap av Strauss är tveksamt.

## Om verket
Speltiden är ca 7 minuter och 20 sekunder plus minus några sekunder beroende på dirigentens musikaliska tolkning.